# 沈黙の制裁
『沈黙の制裁』（ちんもくのせいさい、原題：Absolution）は、2015年に公開されたアメリカのアクション映画。

## キャスト
※括弧内は日本語吹替版キャスト
- ジョン・アレクサンダー - スティーヴン・セガール（大塚明夫）
- チー - バイロン・マン（市橋尚史）
- ナディア - アディーナ・ステチュー（槌矢ゆう）
- ボス - ヴィニー・ジョーンズ（さかき孝輔）
- ヴァン・ホーン - ハワード・デル（斎藤寛仁）